# Thống đốc Ngân hàng Nhà nước Việt Nam
Thống đốc Ngân hàng Nhà nước Việt Nam là người đứng đầu Ngân hàng Nhà nước Việt Nam. Do Ngân hàng Nhà nước Việt Nam là một cơ quan ngang Bộ trong Chính phủ Việt Nam, vì vậy Thống đốc Ngân hàng Nhà nước tương đương cấp Bộ trưởng, là một thành viên của Chính phủ, được Thủ tướng đề nghị trình Quốc hội chấp thuận bổ nhiệm.
Thống đốc Ngân hàng Nhà nước Việt Nam hiện nay là bà Nguyễn Thị Hồng.

## Lịch sử
Khi thành lập, chức danh của người đứng đầu Ngân hàng Quốc gia rồi Ngân hàng Nhà nước là Tổng Giám đốc. Từ tháng 4 năm 1989, chức danh này được gọi là Thống đốc.

## Quyền hạn, nhiệm vụ
Thống đốc Ngân hàng Nhà nước có quyền hạn và nhiệm vụ sau:
- Chỉ đạo, điều hành Ngân hàng Nhà nước thực hiện chức năng, nhiệm vụ và quyền hạn theo đúng quy định của Hiến pháp, Luật Tổ chức Chính phủ, Luật Ngân hàng Nhà nước Việt Nam, Nghị định của Chính phủ quy định chức năng, nhiệm vụ, quyền hạn và cơ cấu tổ chức của Bộ, cơ quan ngang Bộ, Nghị định của Chính phủ quy định chức năng, nhiệm vụ, quyền hạn và cơ cấu tổ chức của Ngân hàng Nhà nước, Quy chế làm việc của Chính phủ và các văn bản pháp luật có liên quan;
- Phân công công việc cho các Phó Thống đốc;
- Ủy quyền cho Trưởng Văn phòng đại diện, giám đốc Chi nhánh giải quyết một số công việc thuộc chức năng, nhiệm vụ của Ngân hàng Nhà nước;
- Ủy quyền cho Thủ trưởng đơn vị thuộc Ngân hàng Nhà nước thực hiện một số công việc cụ thể trong khuôn khổ pháp luật; chủ động phối hợp với các Bộ, cơ quan khác để xử lý các vấn đề có liên quan đến nhiệm vụ của Ngân hàng Nhà nước hoặc các vấn đề do Chính phủ, Thủ tướng Chính phủ phân công;
- Chỉ đạo, hướng dẫn, thanh tra, kiểm tra hoạt động của các Bộ, ngành, Ủy ban nhân dân các cấp, các tổ chức tín dụng, các cơ quan, tổ chức khác, các đơn vị thuộc Ngân hàng Nhà nước trong việc thực hiện các quy định của pháp luật về tiền tệ và hoạt động ngân hàng;
- Ký các văn bản thuộc thẩm quyền của Thống đốc.
- Ủy quyền hoặc phân công một Phó Thống đốc trực điều hành công việc chung của Ngân hàng Nhà nước khi Thống đốc vắng mặt.
- Trực tiếp giải quyết hoặc phân công một Phó Thống đốc xử lý các công việc của Phó Thống đốc khác khi Phó Thống đốc đó vắng mặt.

## Lãnh đạo qua các thời kỳ
Chú ý: Mục in nghiêng là người giữ chức vụ Quyền Thống đốc Ngân hàng Nhà nước Việt Nam.
| STT | Họ và tên         | Ngày sinh            | Ngày mất            | Nhiệm kỳ                 | Thời gian tại nhiệm | Thời gian tại nhiệm | Chức vụ                                                            | Ghi chú |
| --- | ----------------- | -------------------- | ------------------- | ------------------------ | ------------------- | ------------------- | ------------------------------------------------------------------ | --- |
| 1   | Nguyễn Lương Bằng | 2 tháng 4 năm 1904   | 20 tháng 7 năm 1979 | (3/5/1951 – 10/4/1952)   | 343 ngày            | 343 ngày            | Tổng Giám đốc đầu tiên Ngân hàng Quốc gia Việt Nam                 | Phó Chủ tịch nước Cộng hòa Xã hội chủ nghĩa Việt Nam từ 1976 đến 1979                                                                                            |
| 2   | Lê Viết Lượng     | 21 tháng 2 năm 1900  | 6 tháng 5 năm 1985  | (11/5/1952 – 21/1/1960)  | 7 năm, 255 ngày     | 10 năm, 261 ngày    | Tổng Giám đốc Ngân hàng Quốc gia Việt Nam                          | |
| 2   | Lê Viết Lượng     | 21 tháng 2 năm 1900  | 6 tháng 5 năm 1985  | (21/1/1960 – 27/1/1963)  | 3 năm, 6 ngày       | 10 năm, 261 ngày    | Tổng Giám đốc Ngân hàng Nhà nước Việt Nam                          | |
| -   | Tạ Hoàng Cơ       | 22 tháng 12 năm 1911 | 14 tháng 5 năm 1996 | (27/1/1963 – 18/8/1964)  | 1 năm, 204 ngày     | 11 năm, 335 ngày    | Quyền Tổng Giám đốc Ngân hàng Nhà nước Việt Nam                    | |
| 3   | Tạ Hoàng Cơ       | 22 tháng 12 năm 1911 | 14 tháng 5 năm 1996 | (18/8/1964 – 28/12/1974) | 10 năm, 132 ngày    | 11 năm, 335 ngày    | Tổng Giám đốc Ngân hàng Nhà nước Việt Nam                          | |
| 4   | Đặng Việt Châu    | 2 tháng 7 năm 1914   | 21 tháng 5 năm 1990 | (28/12/1974 – 6/5/1976)  | 1 năm, 130 ngày     | 1 năm, 130 ngày     | Phó Thủ tướng kiêm Tổng Giám đốc Ngân hàng Nhà nước Việt Nam       | |
| 5   | Hoàng Anh         | 10 tháng 2 năm 1912  | 10 tháng 5 năm 2016 | (6/5/1976 – 28/2/1977)   | 298 ngày            | 298 ngày            | Tổng Giám đốc Ngân hàng Nhà nước Việt Nam                          | |
| 6   | Trần Dương        | 27 tháng 6 năm 1922  | 6 tháng 6 năm 2006  | (28/2/1977 – 20/2/1981)  | 3 năm, 358 ngày     | 3 năm, 358 ngày     | Tổng Giám đốc Ngân hàng Nhà nước Việt Nam                          | |
| 7   | Nguyễn Duy Gia    | 13 tháng 2 năm 1938  |                     | (20/2/1981 – 21/6/1986)  | 5 năm, 121 ngày     | 5 năm, 121 ngày     | Tổng Giám đốc Ngân hàng Nhà nước Việt Nam                          | |
| 8   | Lữ Minh Châu      | 29 tháng 9 năm 1929  | 27 tháng 2 năm 2016 | (21/6/1986 – 26/4/1989)  | 2 năm, 309 ngày     | 2 năm, 309 ngày     | Tổng Giám đốc Ngân hàng Nhà nước Việt Nam                          | |
| 9   | Cao Sĩ Kiêm       | 26 tháng 8 năm 1941  |                     | (26/4/1989 – 23/10/1997) | 8 năm, 180 ngày     | 8 năm, 180 ngày     | Thống đốc Ngân hàng Nhà nước Việt Nam                              | |
| -   | Đỗ Quế Lượng      | 8 tháng 10 năm 1939  |                     | (23/10/1997 – 6/5/1998)  | 195 ngày            | 195 ngày            | Quyền Thống đốc Ngân hàng Nhà nước Việt Nam                        | |
| 10  | Nguyễn Tấn Dũng   | 17 tháng 11 năm 1949 |                     | (7/5/1998 – 11/12/1999)  | 1 năm, 218 ngày     | 1 năm, 218 ngày     | Phó Thủ tướng Chính phủ kiêm Thống đốc Ngân hàng Nhà nước Việt Nam | Thủ tướng Chính phủ nước Cộng hòa Xã hội chủ nghĩa Việt Nam từ 2006 đến 2016                                                                                     |
| 11  | Lê Đức Thúy       | 30 tháng 6 năm 1948  |                     | (11/12/1999 – 23/8/2007) | 7 năm, 255 ngày     | 7 năm, 255 ngày     | Thống đốc Ngân hàng Nhà nước Việt Nam                              | |
| 12  | Nguyễn Văn Giàu   | 8 tháng 12 năm 1957  |                     | (23/8/2007 – 3/8/2011)   | 3 năm, 345 ngày     | 3 năm, 345 ngày     | Thống đốc Ngân hàng Nhà nước Việt Nam                              | Chủ nhiệm Ủy ban Kinh tế, Ủy ban Đối ngoại Quốc hội |
| 13  | Nguyễn Văn Bình   | 4 tháng 3 năm 1961   |                     | (3/8/2011 – 8/4/2016)    | 4 năm, 249 ngày     | 4 năm, 249 ngày     | Thống đốc Ngân hàng Nhà nước Việt Nam                              | Trưởng ban Kinh tế Trung ương từ năm 2016 đến 2021 |
| 14  | Lê Minh Hưng      | 11 tháng 12 năm 1970 |                     | (9/4/2016 – 12/11/2020)  | 4 năm, 217 ngày     | 4 năm, 217 ngày     | Thống đốc Ngân hàng Nhà nước Việt Nam                              | Con trai Cố Thượng tướng, Bộ trưởng Bộ Công an Lê Minh Hương. Khi được bổ nhiệm ở tuổi 46, ông trở thành Thống đốc trẻ nhất lịch sử Ngân hàng Nhà nước Việt Nam. |
| 15  | Nguyễn Thị Hồng   | 27 tháng 3 năm 1968  |                     | (12/11/2020 – nay)       | 4 năm, 130 ngày     | 4 năm, 130 ngày     | Thống đốc Ngân hàng Nhà nước Việt Nam                              | Nữ Thống đốc Ngân hàng Nhà nước đầu tiên |